# Johan van Saksen-Lauenburg
Johan van Saksen-Lauenburg (1483 - Lübeck, 20 november 1547) was van 1503 tot 1527 als Johan IV prins-bisschop) van Hildesheim. Johan was de jongste zoon van Johan V van Saksen-Lauenburg en Dorothea van Brandenburg. Johan oudere broer Erik werd in 1502 tot prins-bisschop van Hildesheim gekozen, maar in 1503 trad hij af ten gunste van zijn jongere broer. Als bisschop probeerde Johan gebieden die door zijn voorgangers verpand waren terug te krijgen. Dit leidde tot conflicten met de lokale adel, waardoor uiteindelijk de Hildesheimse Stiftsoorlog uitbrak. Johan verloor de oorlog en trad in 1527 als bisschop af.
- Gemeinsame Normdatei: 137976917
- Virtual International Authority File: 86135412
- WorldCat: E39PBJh8RtFGPvWvJQYPDYQyVC